# José María Esquerdo
José María Esquerdo Zaragoza (Villajoyosa, Alicante, 1842. február 2. – Madrid, 1912. január 30.)  spanyol pszichiáter és politikus. Orvosként a mentális betegekkel és az őket körülvevő jogi problémákkal foglalkozott.

## Pályakezdés
Orvostudományi tanulmányait Valenciában kezdte, majd Madridban folytatta és doktorált 1865-ben. Pedro Mata hatására fordult a pszichiátria és a mentális betegek jogi problémái felé.

## I. köztársaság
A La Gloria évében kezdett dolgozni a Madridi Tartományi Kórházban. A Madridi Egyetem orvosi karán szabad Általános patológia és Mentális betegségek kurzusokat adott.
Barátja a köztársasági vezető Manuel Ruiz Zorrilla állandó katedrát ajánlott neki, de ezt nem fogadta el. Inkább több helyen dolgozott, oktatott és kisebb tanulmányokat alkotott.

## Alapítások

### Kórház, művészetterápia
Spanyolországban ő alapította meg a neuropszichiátriát és az irányított tevékenységekre épülő terápiát.
1877-ben megalapította az Esquerdo szanatóriumot, ahol szakított a korábbi terápiákkal és a kórház arról lett híres, hogy a betegek és orvosok közti aktív együttműködéséből létrejövő színházi előadásokra épülő terápiát hozott létre. Úttörő volt a stressz fogalmának bevezetésében is, különösen amely a nagyvárosi élet különösen erősen gyorsuló sebességéből következik.

### Köztársasági szervezetek
A Manuel Ruiz Zorrilla és Nicolás Salmerón alapította Partido Republicano Progresista - Progresszív Köztársaság Párt tagjaként egyre magasabb tisztségekre választották. Zorrilla halála utána 1895-ben ő vezette a pártot.
1897-ben más jelentős politikusokkal megalapította az Unión Republicana Nacionalt, a Nemzeti Köztársasági Uniót. Elkötelezett tudós és humanista volt és a politikára a nemzet orvoslásaként tekintett.

## Emlékezete
Madridban 2 nagyon fontos dolog is őrzi a nevét, éspedig:
- Sanatorio Esquerdo és
- a Calle del Doctor Esquerdo főút.

## Bibliográfia
- José María López Piñero, «José María Esquerdo Zaragoza (1842-1912)», Mente y Cerebro, 33, 2008, 9-11. oldal

## Külső hivatkozások
- Doctor Esquerdo, a pszichiáter és politikus